# Georgia Benkart
Georgia Benkart  (Youngstown, Ohio, 30 de dezembro de 1947 – 29 de abril de 2022) foi uma matemática estadunidense, que trabalhou com grupos de Lie e grupos quânticos e suas teorias de representação, e também com a combinatória da teoria da representação de álgebras de Lie. Foi professora da Universidade de Wisconsin-Madison.

## Formação e carreira
Benkart estudou na Universidade Estadual de Ohio, onde obteve o bacharelado em 1970, com um doutorado em 1974 na Universidade Yale, orientado por Nathan Jacobson, com a tese Inner Ideals and the Structure of Lie Algebras. Seguiu depois para a Universidade de Wisconsin-Madison; foi inicialmente MacDuffee Instructor, em 1976 professora assistente, em 1983 professora e depois E. B. Van Vleck Professor. Aposentou-se em 2006.
Em 2014 apresentou a Noether Lecture (Walking on Graphs the Representation Theory of Ways) e a ICM Emmy Noether Lecture (Connecting the McKay correspondence and the Schur-Weyl duality). É fellow da American Mathematical Society. De 2009 a 2011 foi presidente da Association for Women in Mathematics.

## Obras
- com Daniel Britten, Frank Lemire: Stability in Modules for Classical Lie Algebras: A Constructive Approach. Memoirs of the American Mathematical Society 85. Providence, R.I.: American Mathematical Society. 1990
- com Bruce Allison, Yun Gao: Lie algebras graded by the root systems BCr, r ≥ 2. Memoirs of the American Mathematical Society 158. American Mathematical Society 2002.
- com Thomas Gregory, Alexander Premet: The recognition theorem for graded Lie algebras in prime characteristic. Memoirs of the American Mathematical Society 197. American Mathematical Society. 2009

## Morte
Georgia Benkart morreu no dia 29 de abril de 2022, com 72 ou 73 anos, vítima de um câncer no pulmão.